# 1. линија (Алмати)
1 линија (рус. Первая линия Алматинского метрополитена) алматинског метроа биће отворена 16. децембра 2011. године и биће дуга је 8.56 km.